# Ulriksdals Wärdshus

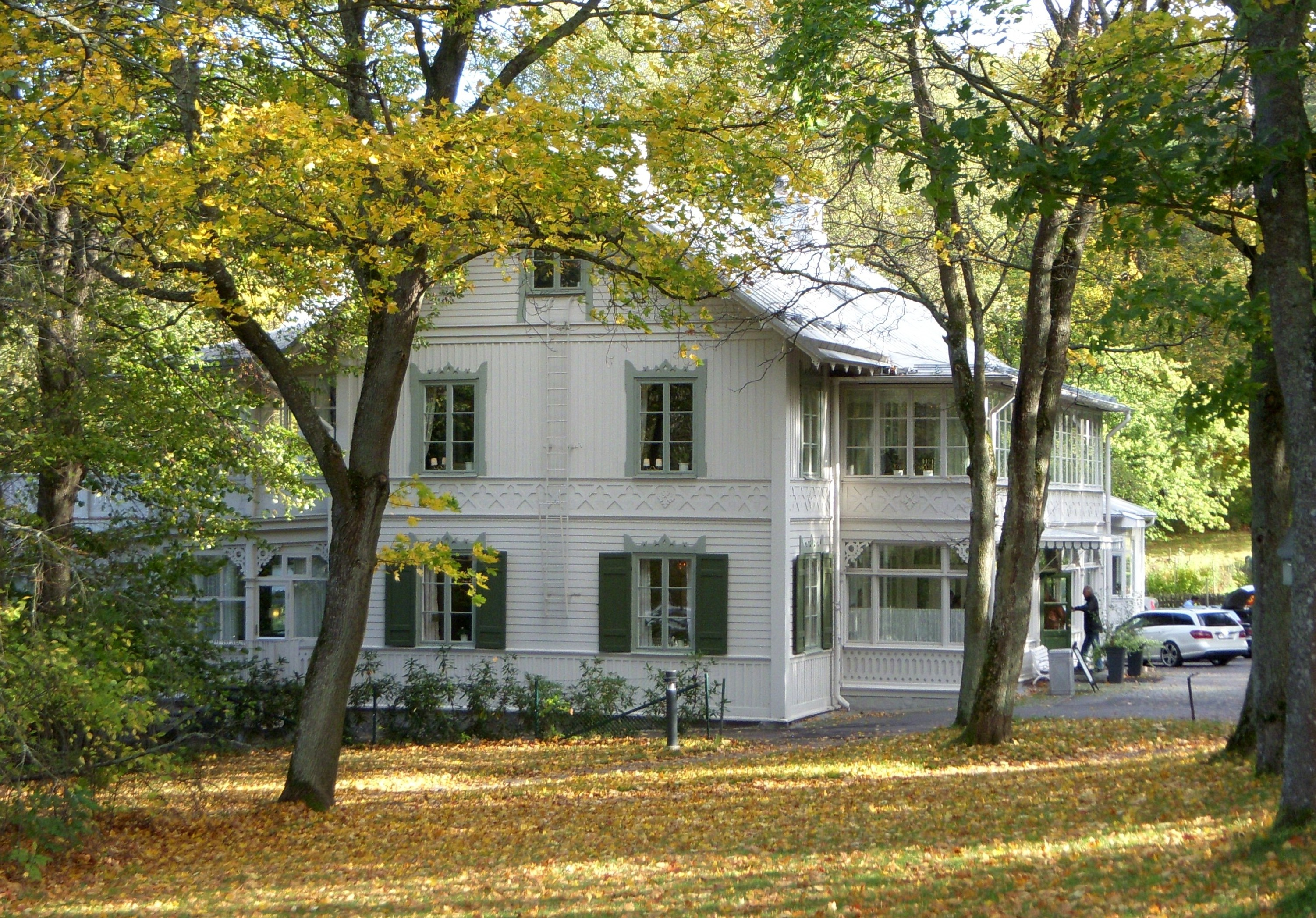
Ulriksdals Wärdshus på hösten 2011.

Ulriksdals Värdshus ligger vid Ulriksdals slott i Ulriksdal i Solna. Den nuvarande värdshusbyggnaden uppfördes 1868 på initiativ av Karl XV.

## Historia

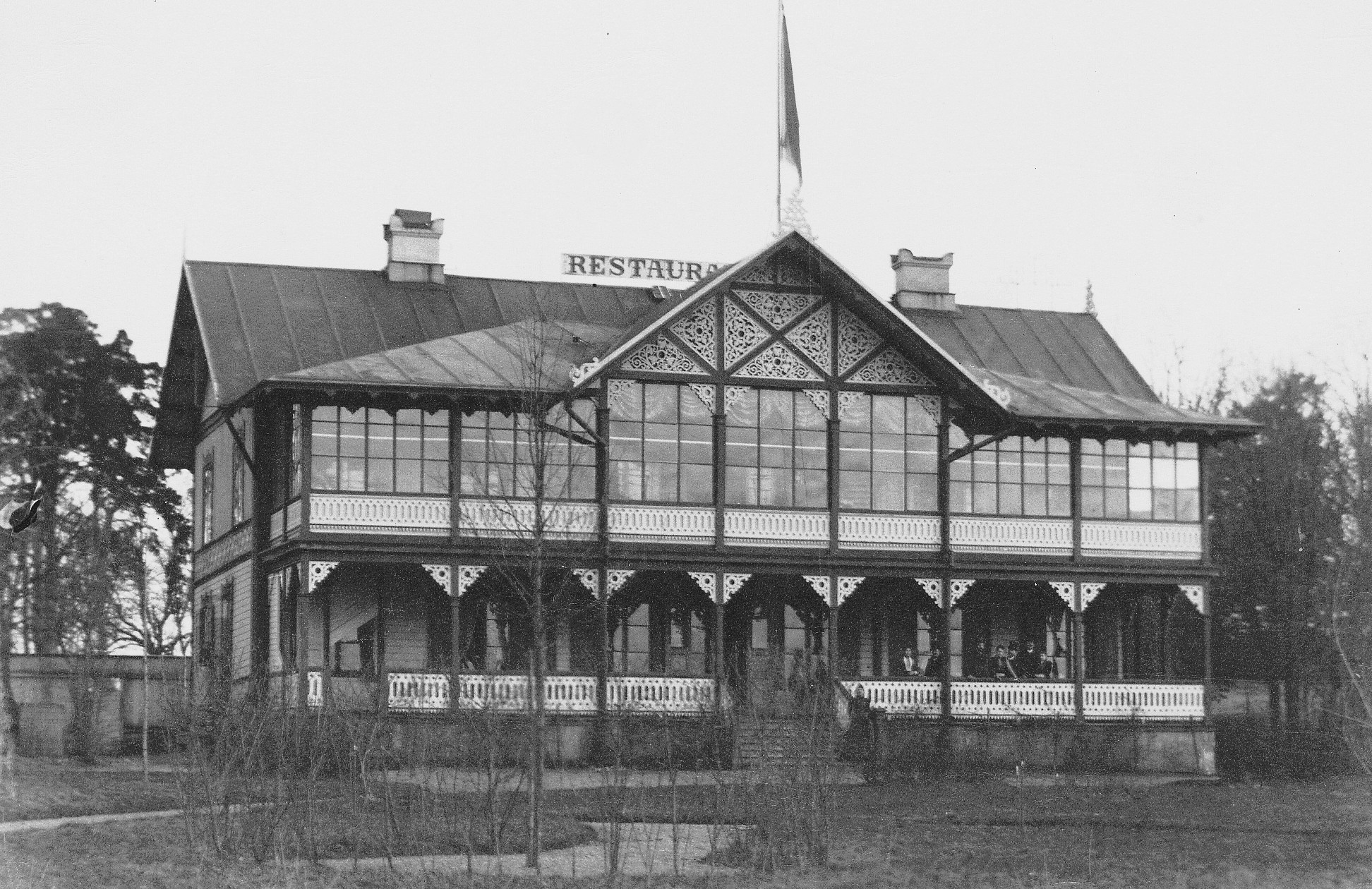
Värdshusets glasveranda i mars 1891.

På 1600-talet uppfördes det första kända värdshuset i området och låg i nuvarande Confidencen. Under större delen av 1700-talet och fram till 1856 låg värdshuset i en träbyggnad intill Confidencen (dagens villa Ottilielund). Stället var då ett populärt utflyktsmål för stockholmare. 
Nuvarande värdshusrörelsen tillhör de äldsta arrendena inom slottsområdet. Förutom Ulriksdals Wärdshus omfattade arrendet även Järva krog (kontraktsåret 1727). De båda krogarna kompletterade varann. Så var Ulriksdals Wärdshus främst avsett för "Håfbetjänade och gårdsfolk", medan Järva krog var tänkt för vägfarande på färdvägen mot Enköping respektive Uppsala.
Carl Michael Bellman besökte gärna värdshuset och har även i en visa omnämnt Ulriksdal:
Af gudarnes beslut uti Olympens sal.

Så rulla här min vagn på detta Ulriksdal

År 1855 drog Solna församling in värdshusets tillstånd att servera spritdrycker och blev därefter ett så kallat nykterhetsvärdshus. Något senare återflyttades serveringen till Confidencen. Eftersom Confidencen inte ansågs ändamålsenlig för att driva ett värdshus fick värdshusföreståndaren A G Carlsson år 1868 slutligen tillstånd att uppföra den byggnad där värdshuset ligger än idag. Resultatet blev ett vackert vitt trähus i schweizerstil. 
Sedan dess har värdshuset genomgått flera ombyggnader och den senaste delen, en åttkantig glasbyggnad med en kristallkrona i taket, invigdes  1987.

## Bilder

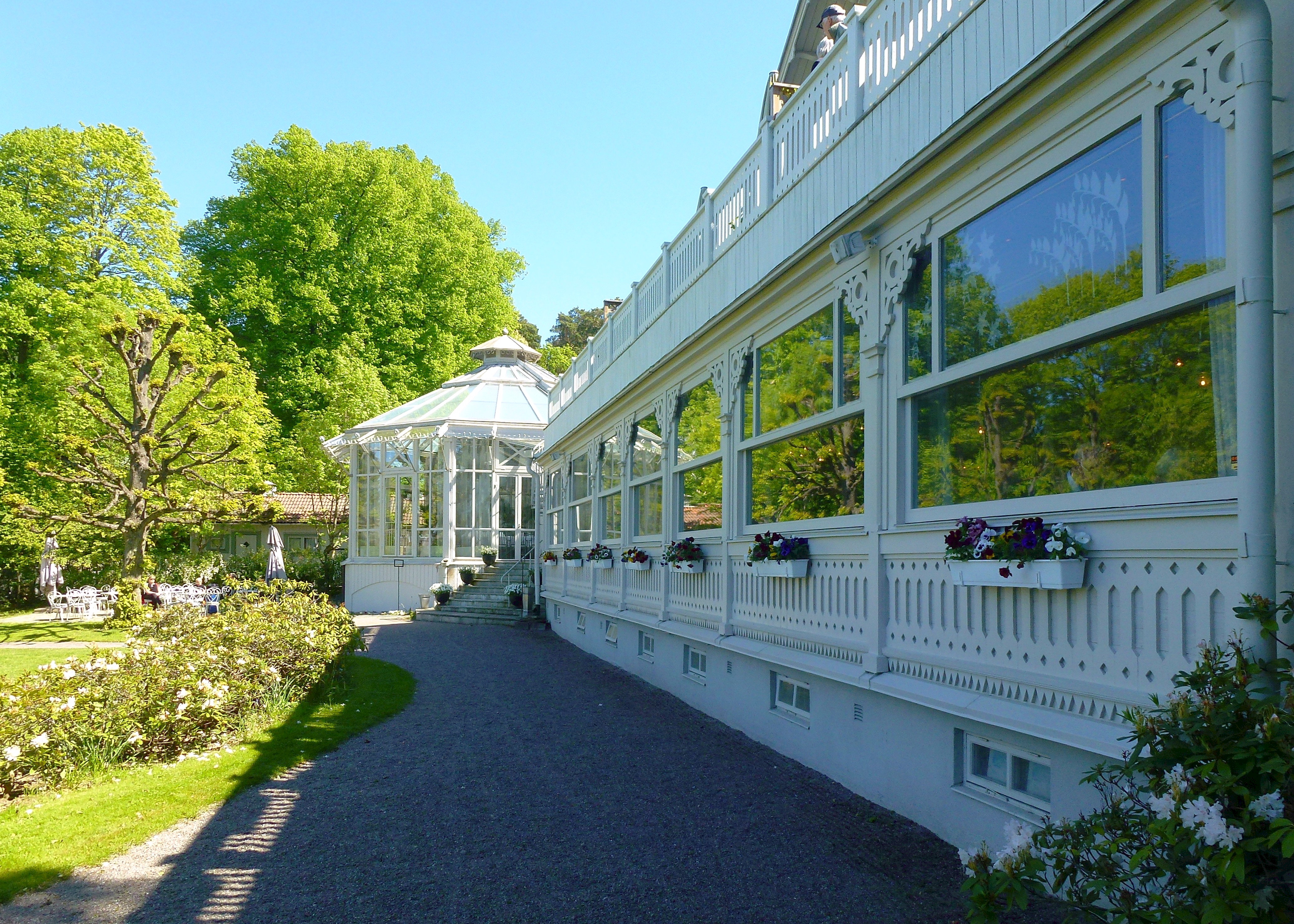
Värdshusets glasveranda.
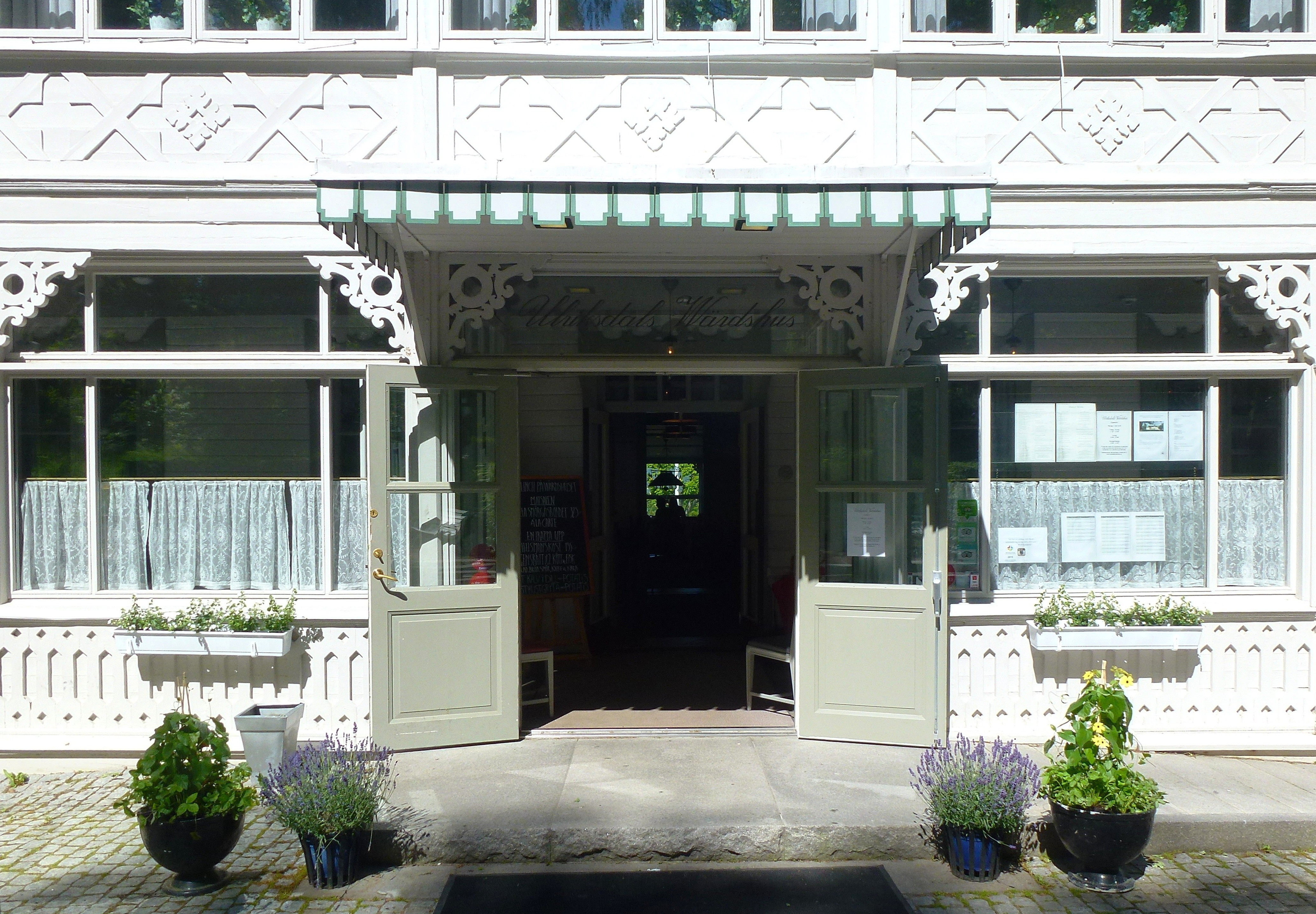
Värdshusentrén.
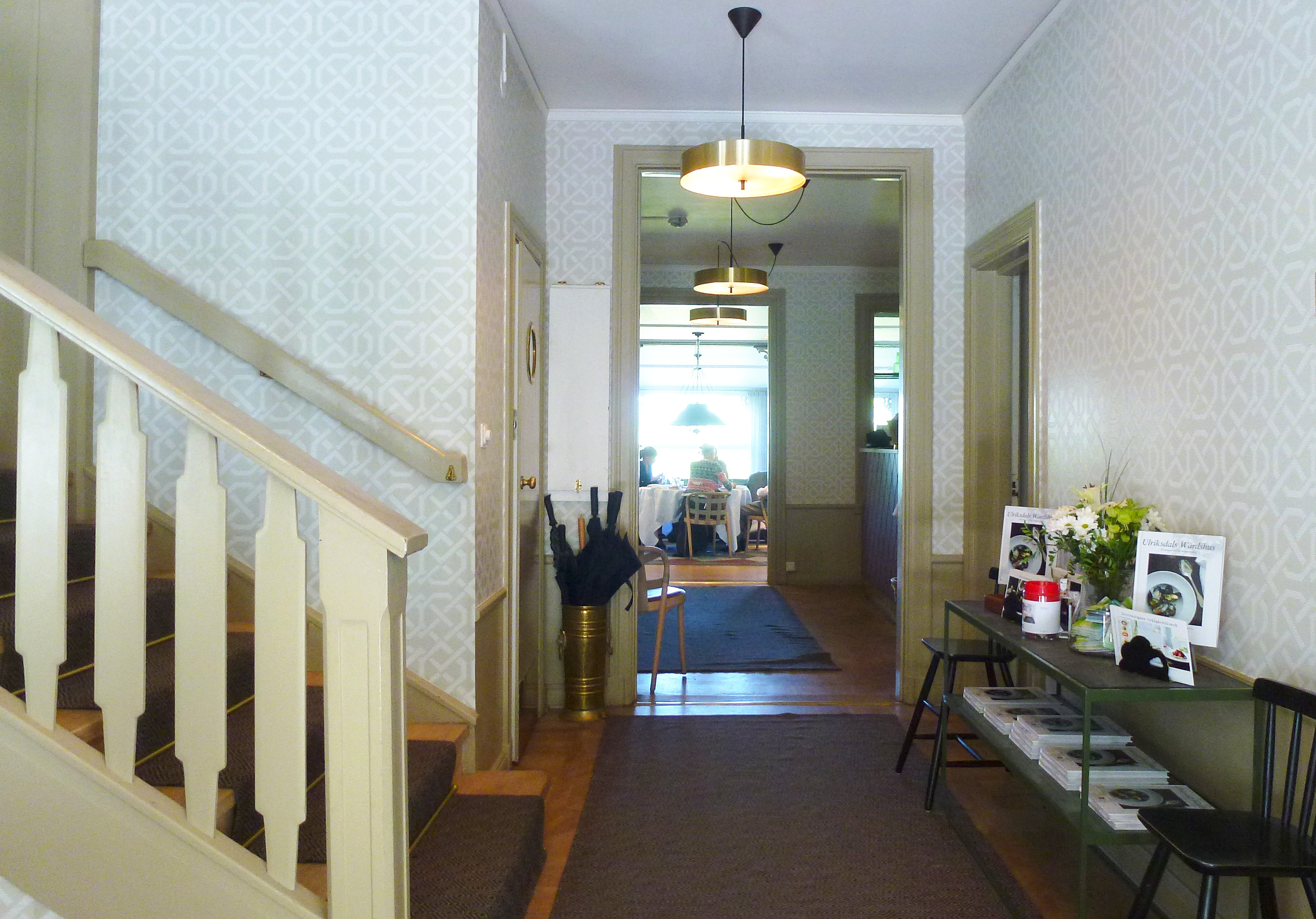
Interiör.
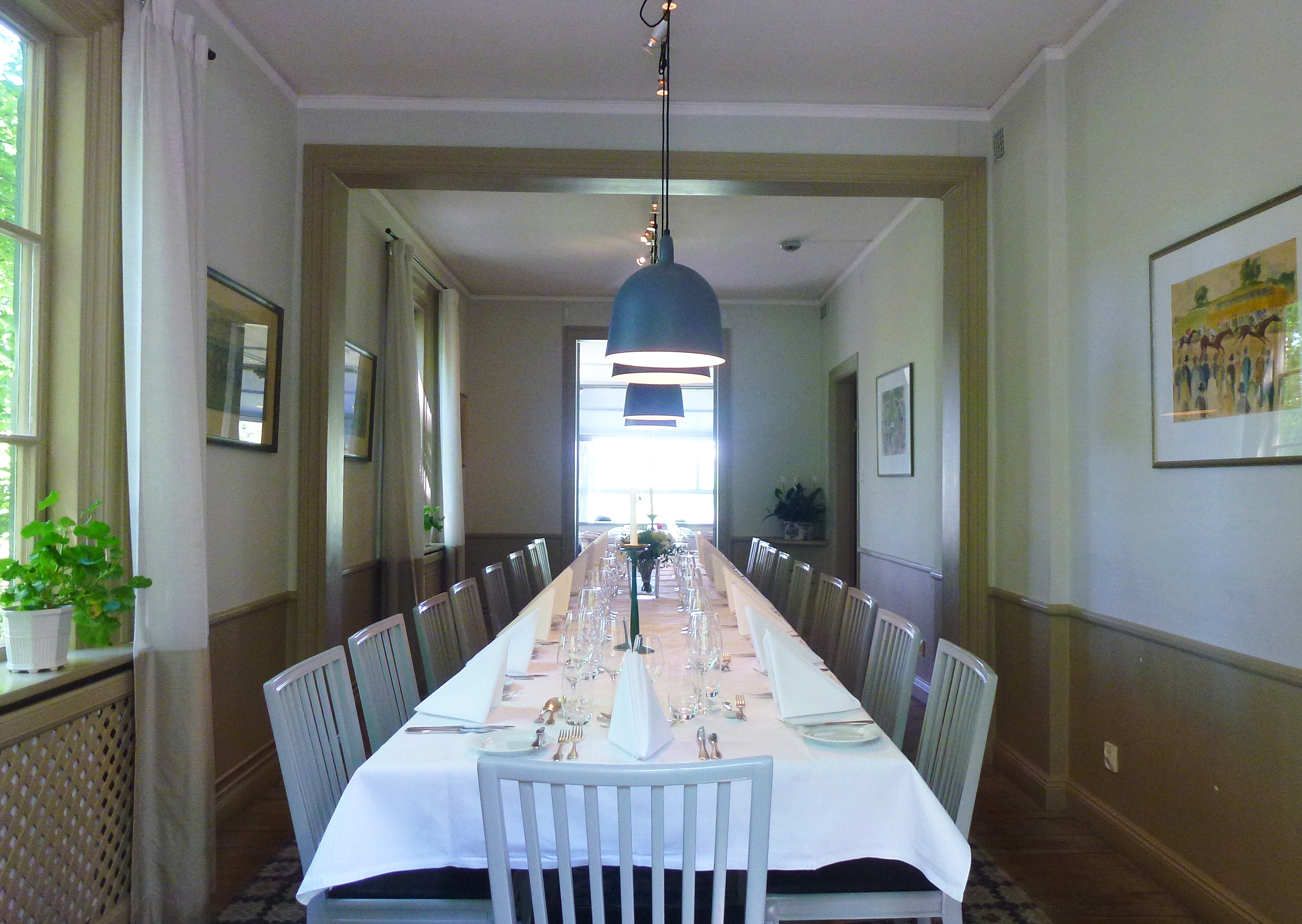
Interiör.

## Krögare på Ulriksdal
- 1868-1882 Gustav Carlsson
- 1882-1892 Wilhelmina Uddelius
- 1892-1913 CM Haberkorn
- 1914-1923 Hilda och Selma Haberkorn
- 1923-1931 Hilda Haberkorn
- 1931-1953 Wilhelm Holm
- 1953-1959 Axel Danielsson
- 1959-1979 Kerstin Danielsson Bergendahl
- 1979-2000 Lauri Nilsson
- 2000- Katrina och Gunnar Ström
- 2016- Svenska Brasserier